# Claude de Sainliens
Claude de Sainliens, né à Moulins et mort au XVIe siècle, est un grammairien, phonologue, philologue et lexicographe français.
Réfugié huguenot à Londres, avant ou au plus tard en 1565, Sainliens y enseigna le français et le latin jusqu’à la fin du XVIe siècle. Tout en enseignant, Sainliens déploya une activité infatigable, publiant en l’espace de vingt-sept ans trois traités de grammaire, un traité de prononciation et, surtout, deux éditions très différentes d’A Dictionarie French and English, dictionnaire français-anglais qui sera, avec le Dictionnaire françois-latin, contenant les motz et les manières de parler françois, tournez en latin de Robert Estienne, une des sources du Dictionarie of the French and English Tongues de Cotgrave qu’un privilège de 1608 présente comme collected first by C. Holyband and augmented or altered by R. Cotgrave.
Sainliens rédigea en outre des dialogues en quatre langues, une grammaire italienne et des traductions d’ouvrages italiens et français. Très préoccupé de la situation de la lecture et de la prononciation de la langue française par les apprenants anglais, il créa son propre matériel afin de permettre à ceux-ci de reproduire correctement les sons du français et de les reconnaître sous l’orthographe en vogue.
L’inlassable activité d’écriture de Sainliens ne l’empêchait pas de vivre un protestantisme bien tempéré de gaieté car il aimait les joyeux festins, les propos assez crus et laissait percer un esprit assez démocratique. Ses qualités lui ont valu de fidèles amis ; c’était à la fois un bon compagnon, un maître consciencieux et un savant, en un mot, un véritable homme de la Renaissance.
Son influence demeura longtemps en Angleterre où ses ouvrages ne cessèrent de s’imprimer jusqu’au XVIIe siècle et s’étendit même jusqu’à la Hollande où un de ses traités fut remanié à l’usage des enfants hollandais. 
Sainliens a également écrit en latin et en anglais sous le nom de plume de « Claudius Holyband » et « Sancto Vinculo ».